# Aisch (Adelsdorf)
Aisch (ⓘ) ist ein Gemeindeteil von Adelsdorf im Landkreis Erlangen-Höchstadt (Mittelfranken, Bayern). Die Gemarkung Aisch hat eine Fläche von 6,526 km². Sie ist in 1248 Flurstücke aufgeteilt, die eine durchschnittliche Fläche von 5229,15 m² haben. In ihr liegen neben dem namensgebenden Ort die Gemeindeteile Adelsdorf (zum Teil) und Nainsdorf.

## Geographie
Das Pfarrdorf Aisch liegt am linken Hochufer der Aisch. Im Norden grenzt ein Waldgebiet an. Dort erhebt sich der Uttsberg (305 m ü. NHN). Ansonsten ist der Ort von Acker- und Grünland umgeben. Im Nordwesten wird die Flur Klemm genannt, im Südwesten Mühlfelder und Kühanger.
Die Kreisstraße ERH 16 verläuft nach Adelsdorf zur Bundesstraße 470 (2,1 km südlich) bzw. zur Staatsstraße 2254 (4 km nördlich) zwischen Bösenbechhofen im Südwesten und Zentbechhofen im Nordosten. Die Kreisstraße ERH 36 verläuft nach Medbach (2,7 km südwestlich). Eine Gemeindeverbindungsstraße führt nach Lauf (2,6 km nordöstlich).

## Geschichte
Im Jahr 1123 wurde der Ort erstmals in einer Urkunde erwähnt, in der Gotefrid von Eische Zeuge einer Schenkung war. Die für das Bamberger Hochstift tätigen Ministerialen von Aisch sind seit 1116 nachweisbar. Im 13. Jahrhundert nannten sie sich nach ihrer Besitzung Nainsdorf. Anfang des 15. Jahrhunderts waren die Ritter Cratz Lehensträger, danach die Haut in Aisch, die um diese Zeit auch Adelsdorf besaßen. 1420 sind die Stiebar als Besitzer bezeugt. Eine Hälfte des Ortes erwarben um 1466 die Truchsesse von Pommersfelden. Im 17. Jahrhundert kauften die Stiebar diese Hälfte zurück. 1738 verkaufte Johann Georg Christoph Wilhelm von Stiebar für 94317 Gulden seine Ansprüche an die Grafen von Schönborn.
Gegen Ende des 18. Jahrhunderts gab es in Aisch 62 Anwesen. Das Hochgericht übte die schönbornsche Herrschaft Pommersfelden aus. Sie hatte ggf. an das bambergische Centamt Bechhofen auszuliefern. Die Dorf- und Gemeindeherrschaft hatte die Herrschaft Pommersfelden. Grundherren waren das bambergische Domkapitel (ein Hof, zwei Güter, eine Sölde, ein Tropfhaus) und die Herrschaft Pommersfelden (Schloss, fünf Güter, 28 Sölden, 14 Tropfhäuser, drei Häuser, Mühle, Schmiede, Wirtshaus, Jägerhaus). Ein Haus und ein Hirtenhaus waren gemeindlich genutzte Gebäude.
Im Jahr 1802 kamen die bambergischen Güter von Aisch an das Kurfürstentum Bayern, 1806 auch die des Rittergutes. Im Rahmen des Gemeindeedikts wurde der Ort dem 1808 gebildeten Steuerdistrikt Adelsdorf zugeordnet. 1819 entstand die Ruralgemeinde Aisch, zu der Nainsdorf gehörte. Sie war in Verwaltung und Gerichtsbarkeit dem Landgericht Höchstadt zugeordnet und in der Finanzverwaltung dem Rentamt Höchstadt. In der freiwilligen Gerichtsbarkeit und der Ortspolizei unterstanden 72 Anwesen dem Patrimonialgericht Pommersfelden (bis 1848). Am 8. September 1854 wurde Uttstadt nach Aisch eingemeindet. Ab 1862 gehörte Aisch zum Bezirksamt Höchstadt an der Aisch (1939 in Landkreis Höchstadt an der Aisch umbenannt) und weiterhin zum Rentamt Höchstadt (1919 in Finanzamt Höchstadt umbenannt, 1929–1972: Finanzamt Forchheim, seit 1972: Finanzamt Erlangen). Die Gerichtsbarkeit blieb beim Landgericht Höchstadt (1879 in das Amtsgericht Höchstadt an der Aisch umgewandelt), von 1959 bis 1973 war das Amtsgericht Forchheim zuständig, seitdem ist es das Amtsgericht Erlangen. Die Gemeinde hatte 1964 eine Gebietsfläche von 8,302 km².
Im Jahr 1968 wurde Nainsdorf nach Adelsdorf umgemeindet. Am 1. Juli 1971 wurden im Zuge der Gebietsreform in Bayern Aisch und Uttstadt in die Gemeinde Adelsdorf eingegliedert.

### Baudenkmäler
In Aisch gibt es vier Baudenkmäler:
- Aischer Hauptstraße 9: Ehemaliger Gutshof
- Aischer Hauptstraße 10: Katholische Pfarrkirche St. Laurentius
- Marienplatz 1: Ehemalige Mühle mit Scheune
- Pfarrweg 2: Pfarrhaus

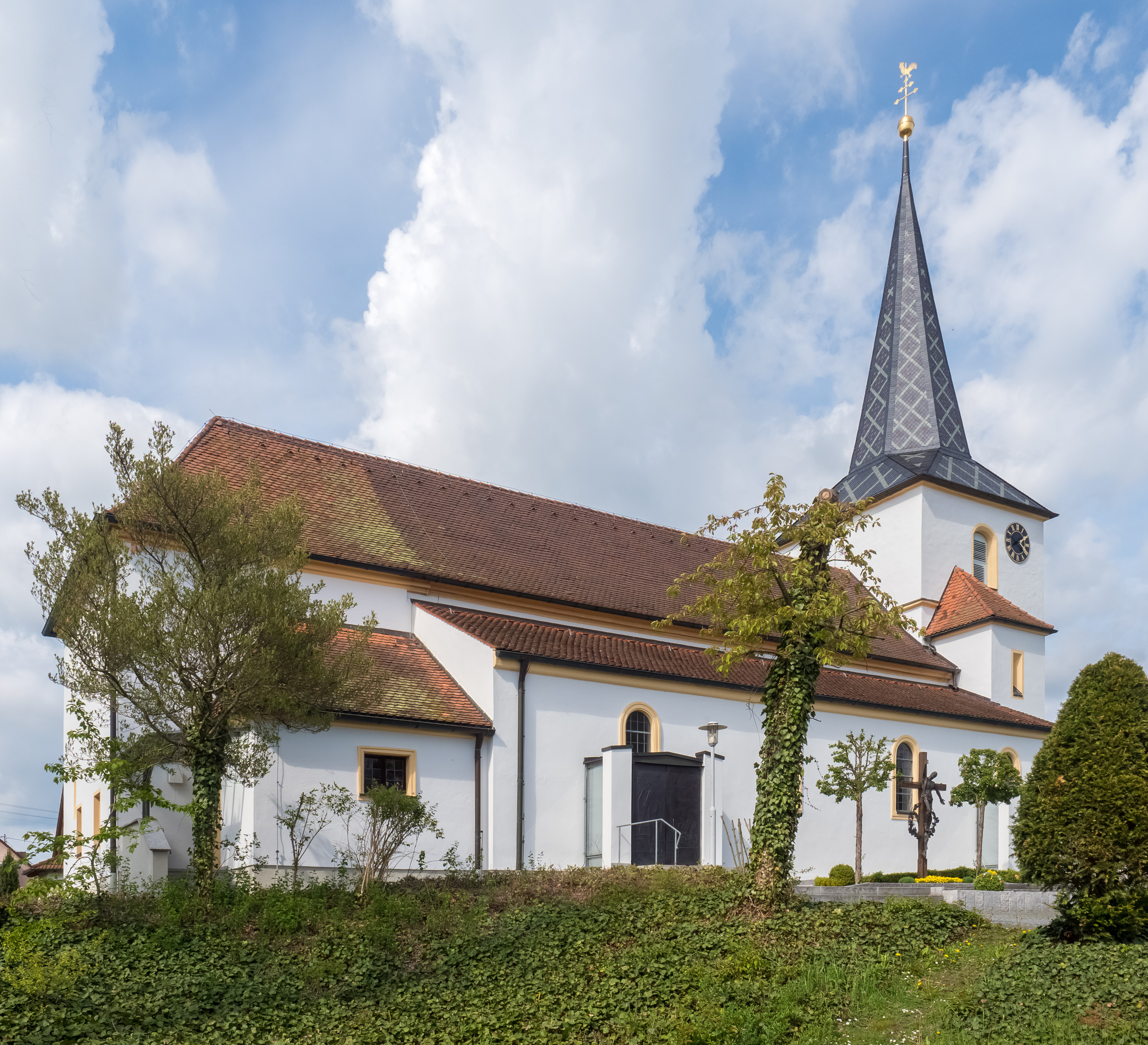
Die Pfarrkirche St. Laurentius
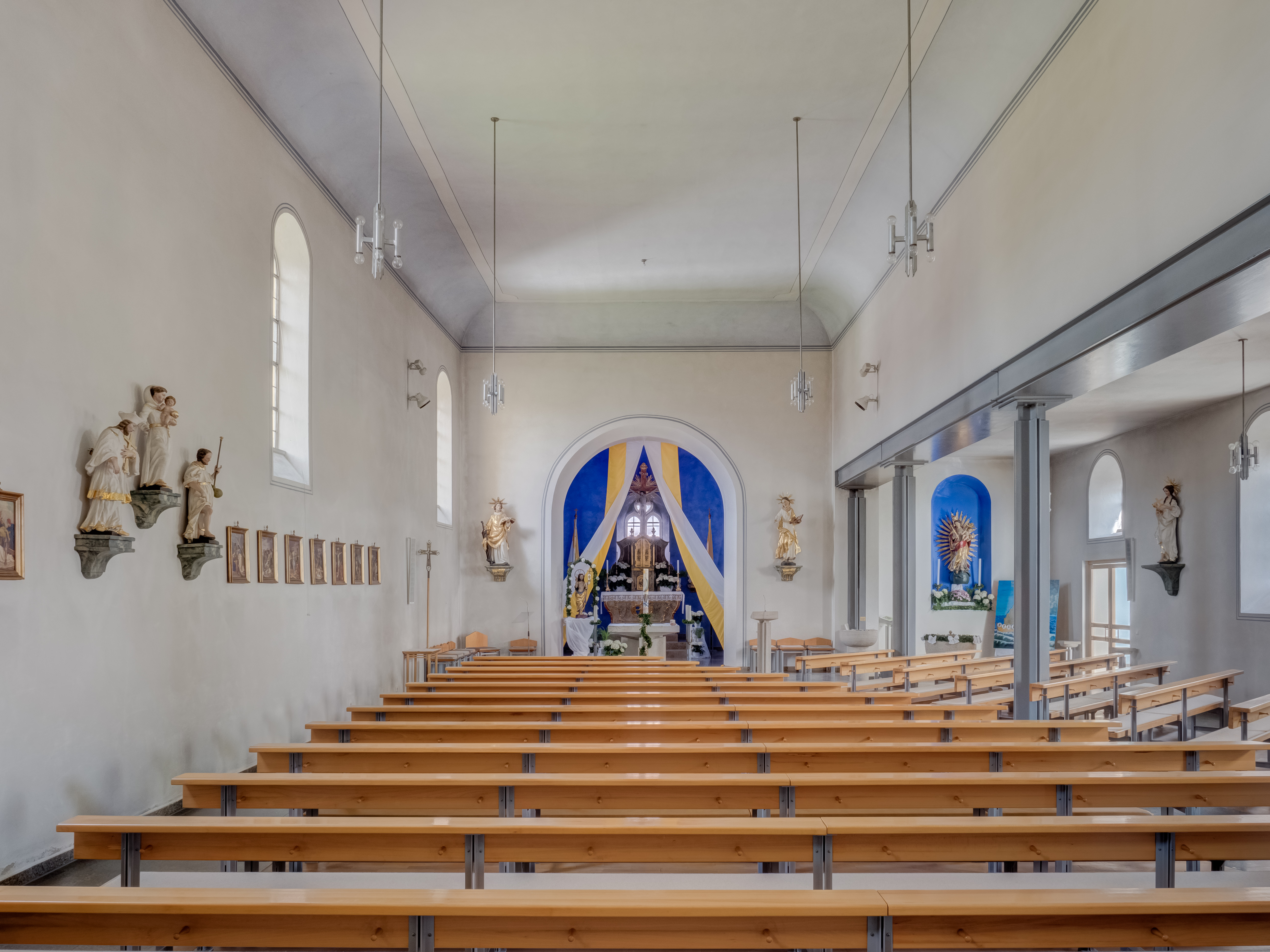
Der Innenraum der Pfarrkirche
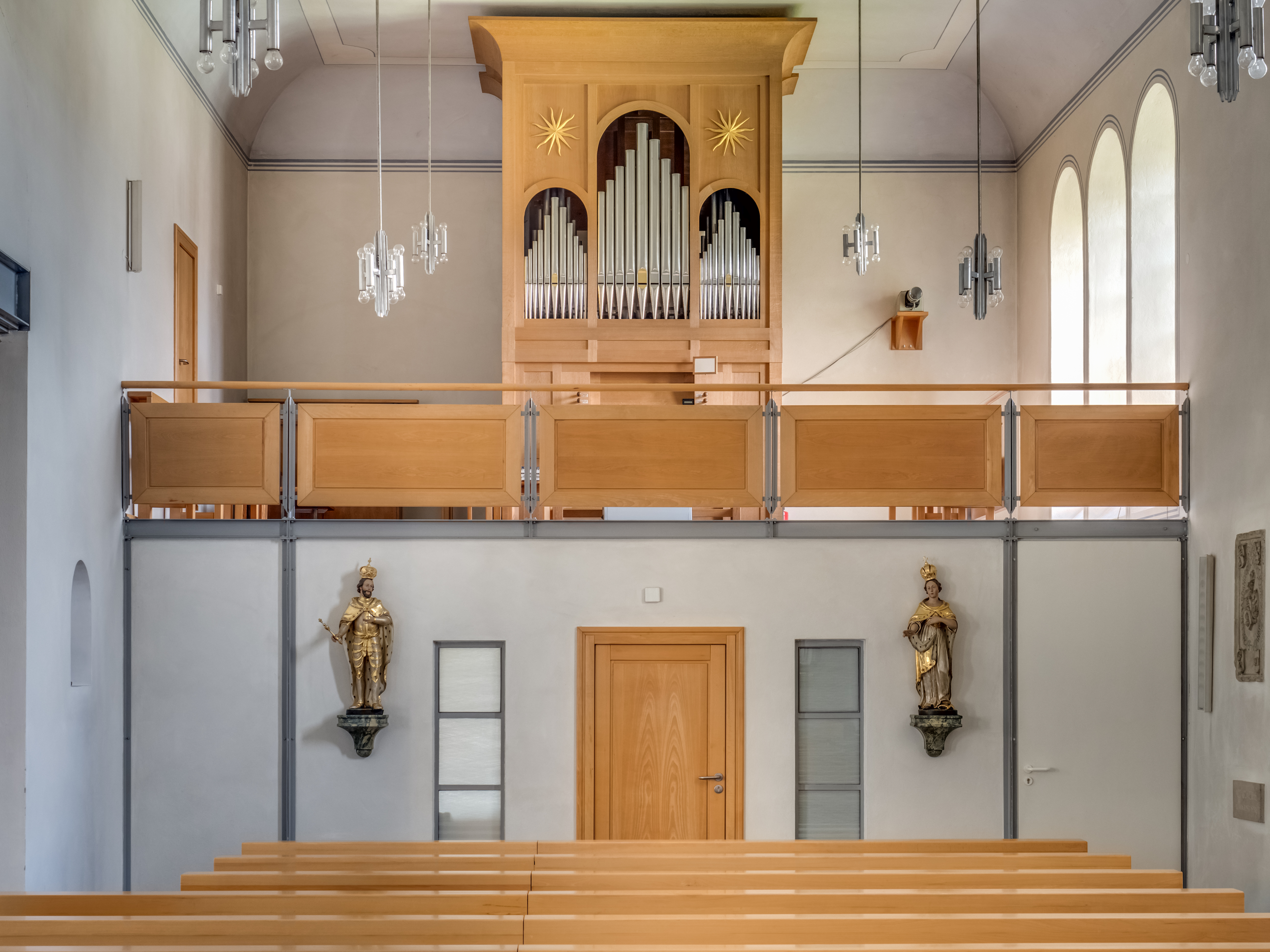
Die Orgel der Pfarrkirche
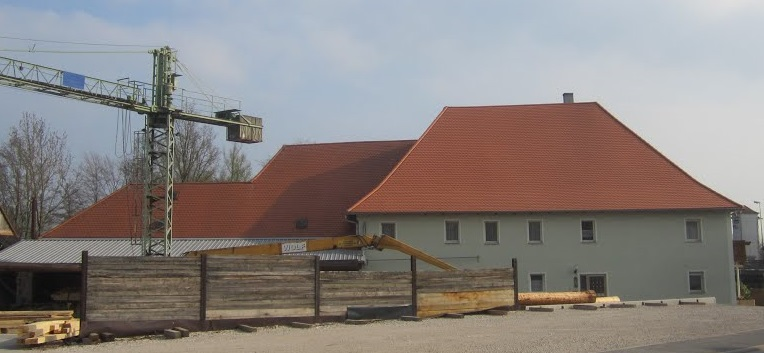
Ehemalige Mühle, heute Sägewerk

### Einwohnerentwicklung
Gemeinde Aisch
| Jahr      | 1819   | 1840   | 1852   | 1855   | 1861   | 1867   | 1871   | 1875   | 1880   | 1885   | 1890   | 1895   | 1900   | 1905   | 1910   | 1919   | 1925   | 1933   | 1939   | 1946   | 1950   | 1952   | 1961  | 1970   |
| Einwohner | 463    | 529    | 529    | 599    | 583    | 557    | 552    | 565    | 592    | 585    | 568    | 595    | 576    | 541    | 557    | 602    | 628    | 634    | 627    | 951    | 906    | 878    | 797   | 1024   |
| Häuser    |        |        |        |        |        |        | 101    |        |        | 99     | 109    |        | 111    |        |        |        | 113    |        |        |        | 115    |        | 130   |        |
| Quelle    | [ 14 ] | [ 15 ] | [ 15 ] | [ 15 ] | [ 16 ] | [ 17 ] | [ 18 ] | [ 19 ] | [ 20 ] | [ 21 ] | [ 22 ] | [ 15 ] | [ 23 ] | [ 15 ] | [ 24 ] | [ 15 ] | [ 25 ] | [ 15 ] | [ 15 ] | [ 15 ] | [ 26 ] | [ 15 ] | [ 9 ] | [ 27 ] |

Ort Aisch
| Jahr      | 001819 | 001861 | 001871 | 001885 | 001900 | 001925 | 001950 | 001961 | 001970 | 001987 |
| Einwohner | 385    | 441    | 425    | 443    | 447    | 490    | 696    | 650    | 875    | 1472   |
| Häuser    |        |        |        | 78     | 86     | 91     | 92     | 106    |        | 361    |
| Quelle    | [ 14 ] | [ 16 ] | [ 18 ] | [ 21 ] | [ 23 ] | [ 25 ] | [ 26 ] | [ 9 ]  | [ 27 ] | [ 1 ]  |

## Religion

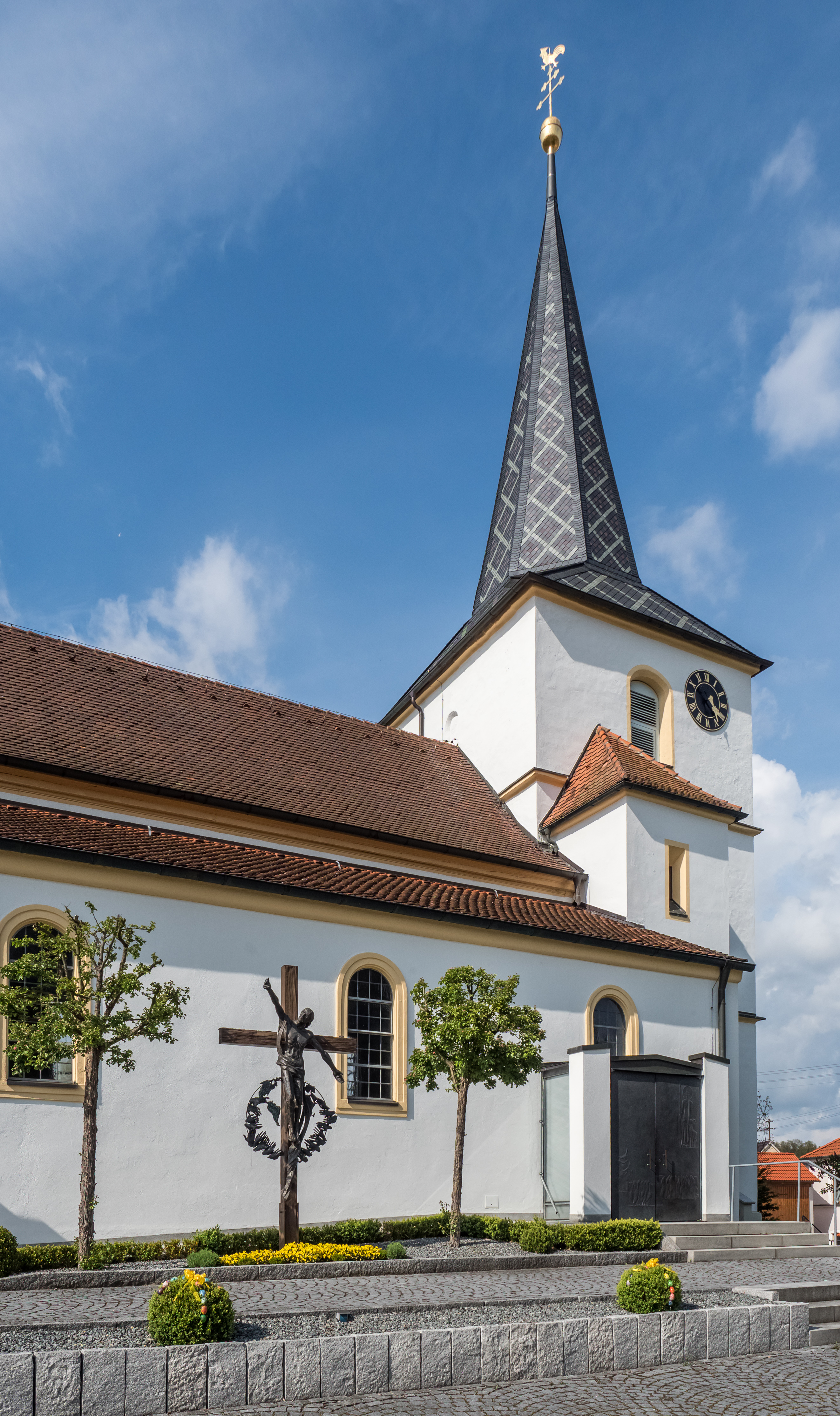
Die katholische Pfarrkirche St. Laurentius

Der Ort ist überwiegend katholisch und gehört zur Kirchengemeinde St. Laurentius (Aisch), die bis in den 1950er eine Filiale von St. Stephanus (Adelsdorf) war, und  danach zur Pfarrei erhoben wurde. Die Einwohner evangelisch-lutherischer Konfession sind nach St. Matthäus (Neuhaus, Adelsdorf) gepfarrt.